# Pellworm
Pellworm (dánul: Pelvorm) község és sziget Németországban, Schleswig-Holstein tartományban, az Északi-Fríz-szigetekhez tartozik. Lakosainak száma 1208 fő (2023. december 31.).

## Fekvése
Hooge szigetének déli szomszédjában fekvő sziget.

## Története
Pellworm egy sziget és a rajta található hasonló nevű település neve.  Mint önálló sziget az 1634 évi természeti katasztrófa emléke. Az akkori szökőár szakította el a régi nagy Nordstrandtól, azonban az elmúlt századok néhány emléke máig megmaradt rajta.
Ma Pellworm átlag kb. egy méterrel a tengerszint alatt fekszik, a szigetet egy 8 méter magas és 25 km hosszú gát védi.

## Leírása
A sziget jelképévé vált a 11. században épült és 1611-ben összeomlott torony, mely ma csak rom.
A 11.-13. századi Öreg-templom (Alte Kirche), melyben 1460-ból való szép festett késő gótikus oltár és 1475-ből való bronz keresztelőmedence  és 1711-ből való Arp Schnitger-orgona van. Az Új templom (Neue Kirche) 1622-ben épült, gazdag barokk berendezése van.
Pellworm régi világi építészetének egyik jellegzetessége a lakószobák falának színes csempével való borítása a nedvesség elleni védekezésül.

## Nevezetességek
- Öreg-templom
- Új-templom
- Norderoog - Madársziget, itt nyaranta sok ezer madár fészkel, Pellworn közelében fekszik.

## Galéria

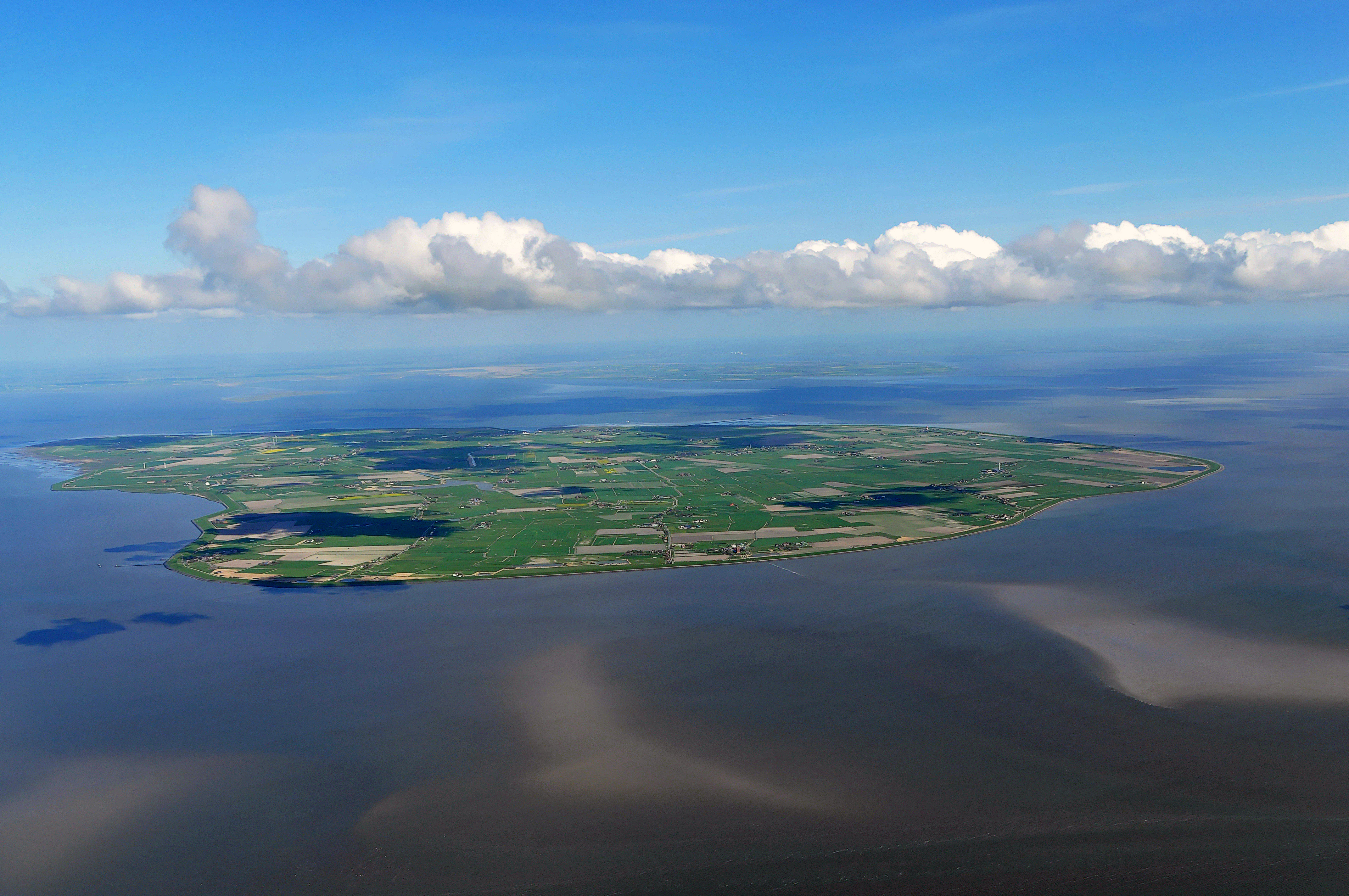
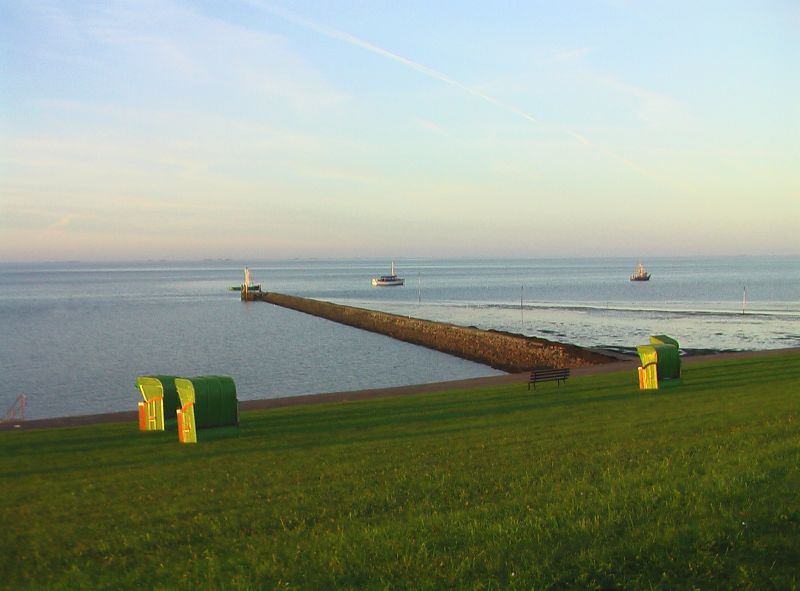
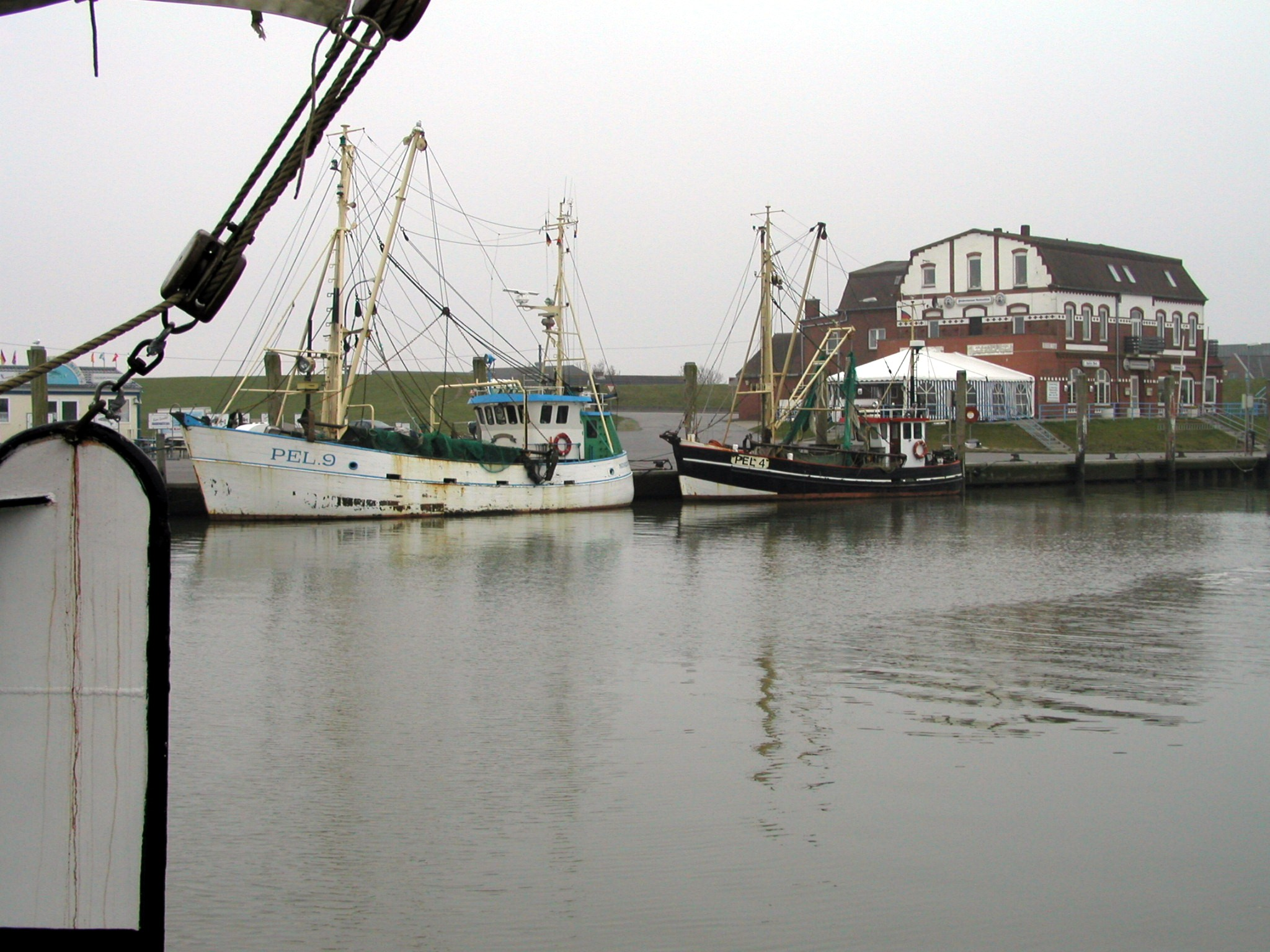
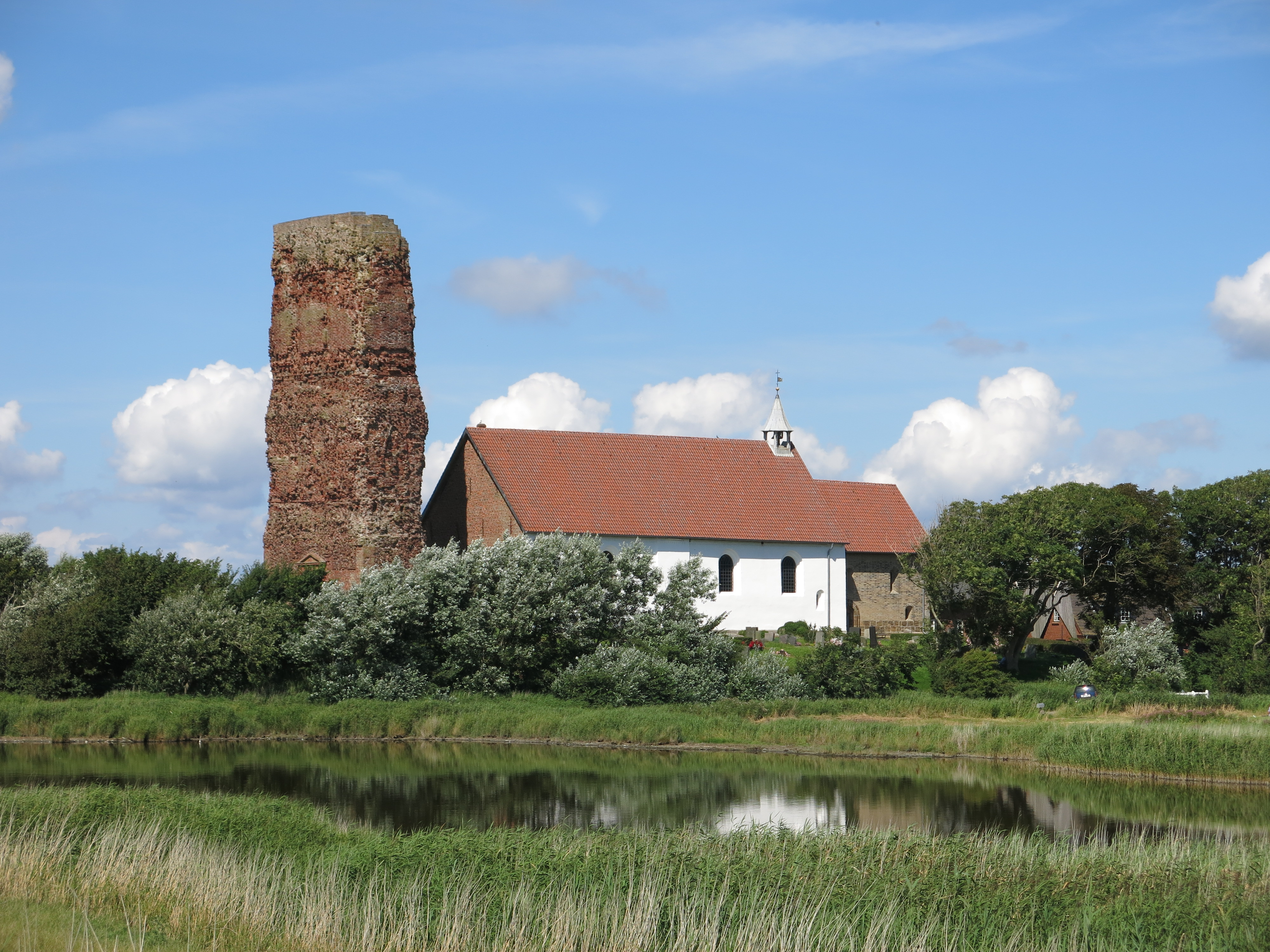
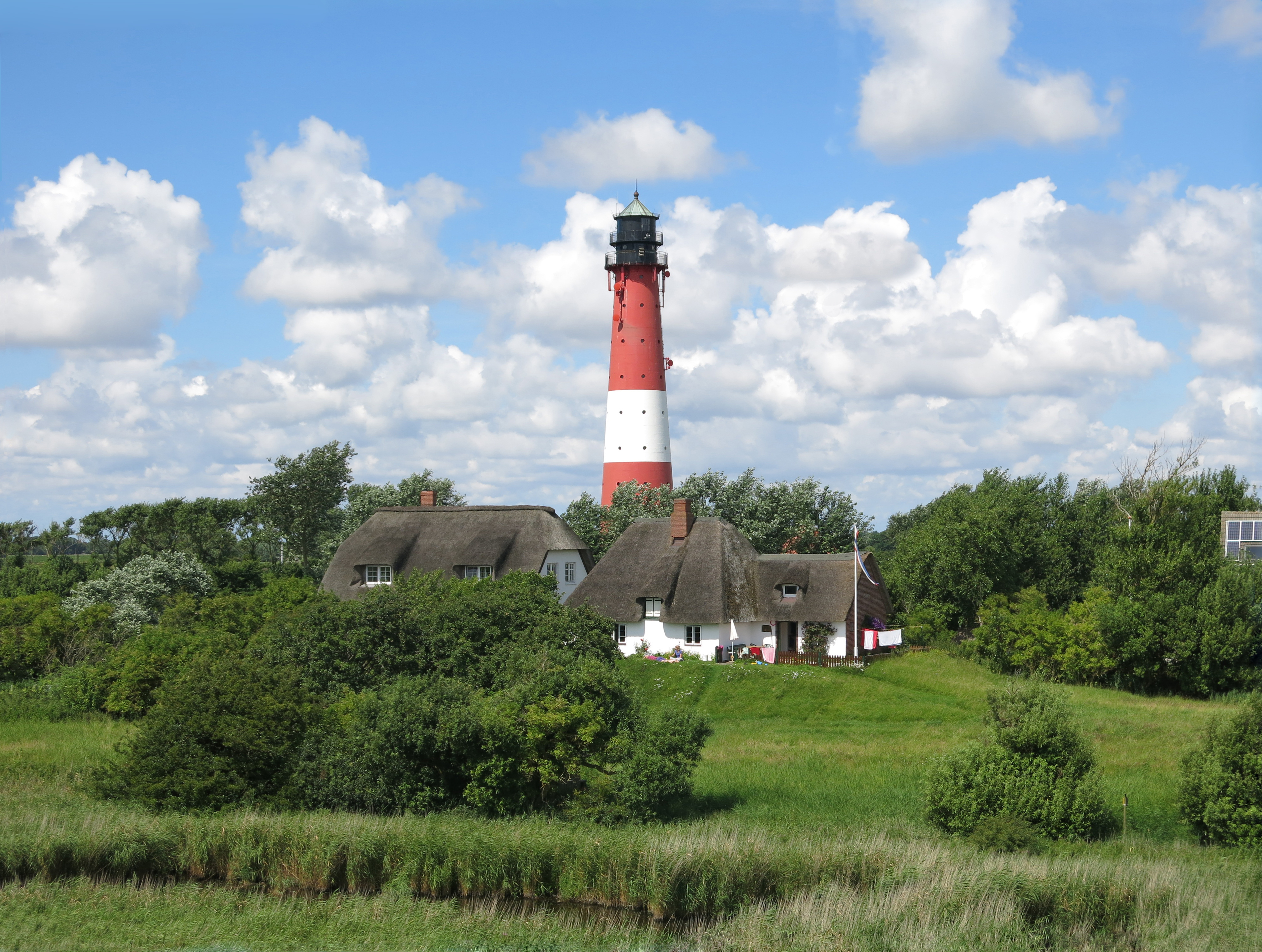
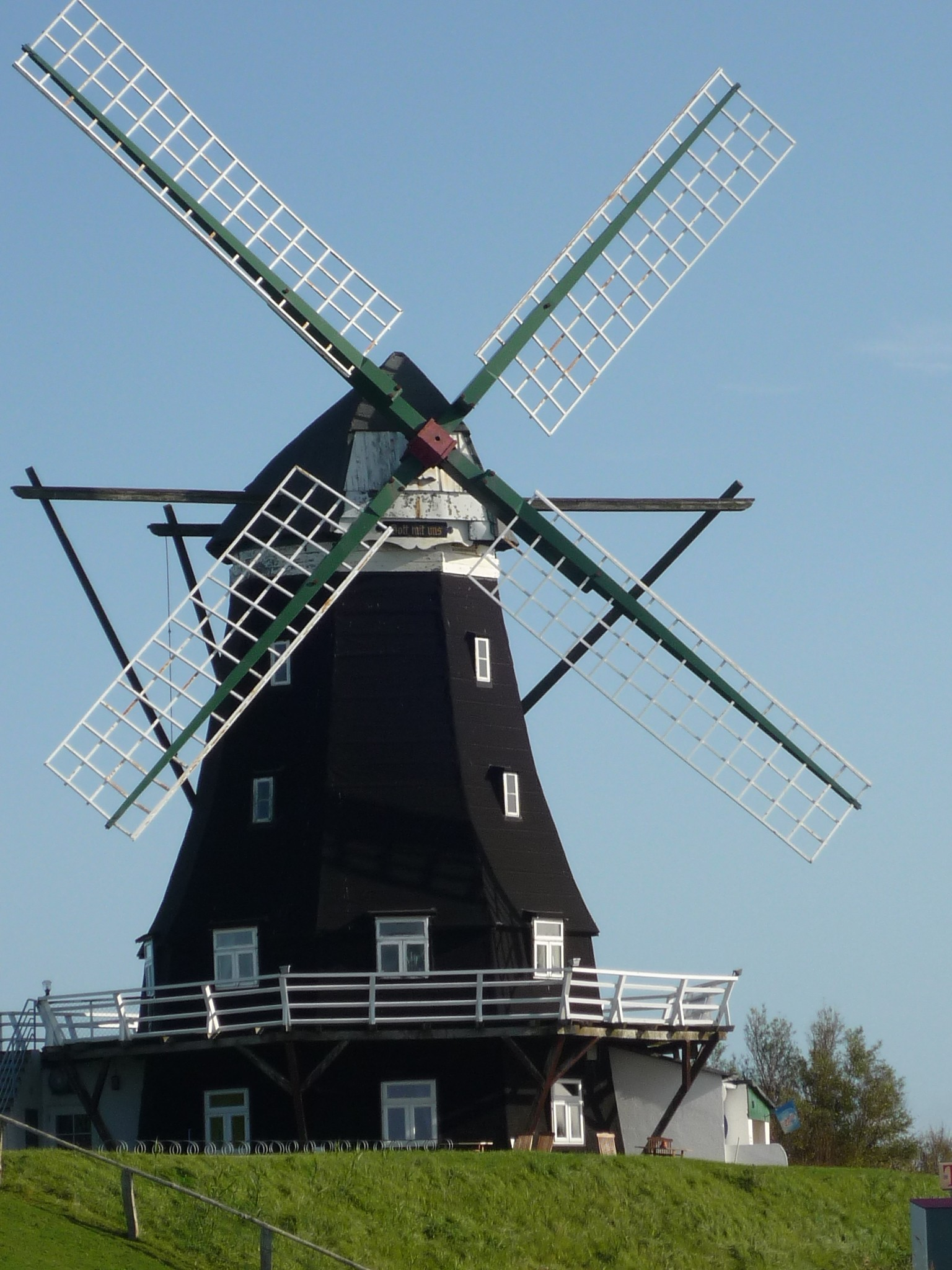

## Népesség
A település népességének változása:
| Lakosok száma | 1261 | 1137 | 1142 | 1228 | 1243 | 1208 |
|               | 1975 | 2017 | 2019 | 2021 | 2022 | 2023 |